# Live in Macedonia
Live in Macedonia uživo je album CD i DVD od makedonskog rock/jazz sastava Leb i sol, koji izlazi 2006. godine, a objavljuje ga diskografska kuća 'Avalon Production'.
U travnju 2006. godine sastav se ponovno okuplja kako bi obilježili 30 godina svoga postojanja u postavi Vlatko Stefanovski, Bodan Arsovski, Garabet Tavitjan i Koki Dimuševski.

## Popis pjesama

### CD prvi
1. "Raspukala Šar planina"
2. "Aber dojde Donke#
3. "Devetka"
4. "Nisam tvoj"
5. "Akupunktura"
6. "Kako ti drago"
7. "Marija"
8. "Talasna dužina"
9. "Dikijeva igra"
10. "Ručni rad"
11. "Kumova slama"
12. "Ajde Sonce zajde"
13. "Skakavac"
14. "Kalabalak"

### CD drugi
1. "Bistra voda"
2. "Jovano Jovanke"
3. "Čuvam noć od budnih"
4. "Mamurni ljudi"
5. "Kao kakao"
6. "Skopje"
7. "Ćukni vo drvo"
8. "Ući me majko karaj me"
9. "A bre Makedonće"
10. "Si zaljubiv"
11. "Country"

### DVD
DVD sadrži kombinaciju dvaju koncerta održanih u Ohridu i kazalištu u Bitoli, koji su bili u sklopu njihove turneje po zemljama bivše Jugoslavije, povodom obilježavanja 30 godina od njihovog nastanka.
1. "Aber dojde donke"
2. "Devetka"
3. "Nisam tvoj"
4. "Akupunktura"
5. "Kako ti drago"
6. "Talasna dužina"
7. "Dikijeva igra"
8. "Ručni rad"
9. "Kumova slava"
10. "Skakavac"
11. "Kalabalak"
12. "Bistra voda"
13. "Jovano Jovanke"
14. "Čuvam noć od budnih"
15. "Mamurni ljudi"
16. "Kao kakao"
17. "Skopje"
18. "Ćukni vo drvo"
19. "Ući me majko karaj me"

DVD sadži i specijalne dodatke;  video spot "Raspukala Šar planina", dokumentarace i intervjue.

## Vanjske poveznice
- All about jazz - Recenzija albuma